# Sceloenopla roseicollis
Sceloenopla roseicollis es una especie de insecto coleóptero de la familia Chrysomelidae. Fue descrita científicamente en 1953 por Spaeth.